# Shindambwe Island
Shindambwe Island är en ö i Kenya.   Den ligger i länet Lamu, i den sydöstra delen av landet, 500 km öster om huvudstaden Nairobi. Arean är 1,5 kvadratkilometer.
Terrängen på Shindambwe Island är mycket platt. Öns högsta punkt är 15 meter över havet. Den sträcker sig 1,3 kilometer i nord-sydlig riktning, och 2,5 kilometer i öst-västlig riktning.